# Niegardów
Niegardów (dawn. Niegardów Wysiółek) – wieś w Polsce położona w województwie małopolskim, w powiecie proszowickim, w gminie Koniusza.

## Historia
Wieś duchowna, własność Opactwa Benedyktynek w Staniątkach położona była w drugiej połowie XVI wieku w powiecie proszowskim województwa krakowskiego.
W latach 1973–1976 miejscowość była siedzibą gminy Niegardów. W latach 1954–1972 wieś należała i była siedzibą władz gromady Niegardów. W latach 1975–1998 miejscowość administracyjnie należała do województwa krakowskiego.
| SIMC    | Nazwa             | Rodzaj    |
| ------- | ----------------- | --------- |
| 0323401 | Kolawy            | część wsi |
| 0323418 | Piekło            | część wsi |
| 0323424 | Pod Przesławicami | część wsi |
| 0323430 | Podszosie         | część wsi |
| 0323447 | Wysiołek          | część wsi |

## Zabytki
Obiekt wpisany do rejestru zabytków nieruchomych województwa małopolskiego.
- Kościół św. Jakuba Starszego, dzwonnica, otoczenie, drzewostan.

## Oświata
W Niegardowie znajduje się Szkoła Podstawowa im. Janusza Korczaka.

## Osoby związane z Niegradowem
- Ludwik Mazaraki – przywódca powstania miechowskiego, pułkownik w powstaniu krakowskim, dzierżawca tej wsi;
- Jan Zientarski – pułkownik Wojska Polskiego, w latach 1935–1939, dowódca piechoty dywizyjnej, 10 Dywizji Piechoty w II RP[9].